# 森岡比佐士
森岡 比佐士（もりおか ひさし、1938年2月4日 - ）は、日本のプロゴルファー。
父の森岡二郎は創成期のプロゴルファー。

## 来歴
1956年の関西プロで2位、1960年の報知プロ新人で内田繁と共に今田慶之助の2位タイに入った。
関西オープンでは1958年に橘田規の2位、1959年に石井迪夫の2位、1964年に杉原輝雄の2位に入った。
1961年には第2回中日クラウンズで9位に入り、1962年には中村寅吉・小針春芳・林由郎・藤井義将・勝俣敏男・杉本英世・松田司郎と共に第1回アジアサーキットに参戦し、帰国後の日本プロでは戸田藤一郎・工藤幸裕と並んでの10位タイに入った。
1964年の日本オープンでは初日を首位タイの松田・柳田勝司から3打差の3位に杉本・佐藤精一と並んで着け、最終的には林・勝俣功・木本与・河野高明と並んでの9位タイに入った。
1975年のペプシウイルソントーナメントでは初日の14番でホールインワンを達成し、1976年の関西オープンでは川上実と並んでの6位タイに入った。
1979年の関西オープンでは3日目にベストスコア67をマークして中村通・市川良翁と並んでの2位タイに浮上し、最終日には杉原の5位タイに入った。
1982年の兵庫県オープンでは初日を金山和雄と共に65をマークし、井上久雄・橘田光弘を抑えての首位タイでスタートするが、最終日には井上・島田幸作・西村公一を抑えるも金山の2位に終わった。